# René Schneider (1936)
René Schneider (30 novembre 1936 – 18 settembre 2011) è stato un calciatore svizzero, di ruolo portiere.

## Carriera

### Club
Ha sempre giocato nel campionato svizzero.

### Nazionale
Ha collezionato 4 presenze con la propria Nazionale.